# Mayores (canción)
«Mayores» es una canción de la cantante estadounidense Becky G con el cantante puertorriqueño Bad Bunny. Fue escrita por Mario Cáceres, Servando Primera, Saúl Castillo, Bad Bunny y Patrick Romantik, y fue lanzada como sencillo a través de Kemosabe Records, RCA Records y Sony Music Latin el 14 de julio de 2017.
«Mayores» encabezó las listas en España, Ecuador, Chile, Perú y El Salvador, y alcanzó el puesto tres en la lista Hot Latin Songs de Billboard. El video musical de la canción se lanzó en YouTube el 14 de julio de 2017.

## Antecedentes
Gómez explicó que la canción se originó como una «broma» tras haber confirmado su relación con el jugador de fútbol Sebastian Lletget, quien es cuatro años mayor que ésta. Ella comenzó a usar el hashtag «#6DaysTillMAYORES» en Twitter, que finalmente empezó a tener tendencias. Cada día que pasaba ponía un número más bajo hasta llegar a «#MAYORESOutNow» (MayoresDisponibleAhora).
La versión original está a cargo de Gómez en solitario y presenta menos producción en la línea «A mí me gusta más grandes / que no me quepan en la boca / los besos que quiera darme», siendo originalmente: «A mí me gustan más grandes / Que con un beso en la boca». Esta letra ha causado controversia y recibió más reacciones después de que un video de niñas cantando la canción en la escuela apareciera en Internet.

## Videoclip musical
El videoclip fue grabado en Los Ángeles, compartido a través de la cuenta oficial Vevo de Gómez el 13 de julio de 2017. Es la tercera vez que Gómez trabaja con el director Daniel Durán y cuenta con la aparición del actor estadounidense Casper Smart. El video musical llegó a las mil millones de vistas en enero de 2018 y cuenta con más de 1.1 mil millones desde mayo del mismo año; es el más visto de la artista y el cuarto de Gómez que supera los 100 millones de visitas. El video pudo alcanzar la lista de los más vistos de Vevo.

### Sinopsis
Se puede observar a Becky acostada en un sofá, interceptado con escenas suyas y Bad Bunny en un bar. Casper Smart, quien interpreta a un millonario (inspirado en Cogsworth de La Bella y la Bestia), ingresa al lugar y se siente atraído por Becky. Éste la lleva a su casa mientras Bad Bunny empieza sus versos en el bar explicandole que no es viejo, pero tiene la cuenta bancaria como uno, y ofreciendole desayunos en la cama, siendo un caballero de 21 años esta activo 24/7. Estas escenas también se cortan con los cantantes en el techo de un edificio por la noche. Becky seduce al millonario y lo esposa a la cama. Ella juega con su reloj de oro puro antes de levantarse de la cama y salir con una bolsa llena de dinero. Bad Bunny la espera afuera y se dan besos antes de escapar en el auto con el reloj de oro.

## Posicionamiento en listas
«Mayores» debutó en el número 12 en la lista Hot Latin Songs, por lo que es el puesto más alto de Gómez en el puesto máximo en esa tabla. La canción finalmente alcanzó su punto máximo en el número 3 en las listas.
La canción también debutó en el número 72 en la tabla española PROMUSICAE. Subió al número 4 cuatro semanas más tarde, por lo que es su posición más alta, pasando el punto más alto número 37 de «Shower». Más tarde llegó al número uno.
Finalmente, la canción entró en el Billboard Hot 100, alcanzando su punto máximo en el número 74; es la cuarta entrada de Gómez en la lista en más de dos años, después de «Shower» (2014) fue un éxito llegando al top veinte, su colaboración con Cher Lloyd, «Oath» (2012), alcanzó el número 73 y «Can't Stop Dancin» (2014) alcanzó su punto máximo en el número 88 a principios de 2015.
| Listas (2017)                         | Máxima posición |
| ------------------------------------- | --------------- |
| Argentina (Monitor Latino)            | 6               |
| Bolivia (Monitor Latino)              | 1               |
| Centroamérica (Monitor Latino)        | 12              |
| Chile (Singles Chart)                 | 1               |
| Colombia (National-Report)            | 49              |
| Costa Rica (Monitor Latino)           | 1               |
| Ecuador (Monitor Latino)              | 1               |
| Ecuador (National-Report)             | 1               |
| España (PROMUSICAE)                   | 1               |
| Estados Unidos (Hot Latin Songs)      | 3               |
| Estados Unidos (Billboard-Hot-100)    | 74              |
| El Salvador (Monitor Latino)          | 1               |
| Guatemala (Monitor Latino)            | 12              |
| México Español Airplay (Billboard)    | 11              |
| Países Bajos (Singles Top 100)        | 14              |
| Perú (Monitor Latino)                 | 1               |
| Polonia (Polish Airplay Top 100)      | 68              |
| República Dominicana (Monitor Latino) | 15              |
| Uruguay (Monitor Latino)              | 7               |

## Lista de canciones
- Descarga digital

1. «Mayores» (con Bad Bunny) - 3:22

- Descarga digital

1. «Mayores» (Urban Tropical) - 3:30

- Descarga digital

1. «Mayores» (KLAP Remix con Lucas Locco) - 3:15

## Personal
- Jorge Fonseca: Producción
- Yasmil Marrufo: Ingeniería, güiro
- Richard Bravo: Ingeniería, percusión
- Mambo Kingz: Ingeniería
- Gaby Música: Ingeniería
- Mike Fuller: Maestro de ingeniería

Créditos adaptados de Qobuz.

## Certificaciones
| País           | Organismo certificador | Certificación      | Ventas    | Ref.   |
| -------------- | ---------------------- | ------------------ | --------- | ------ |
| Estados Unidos | RIAA                   | 46x Platino        | 2 760 000 | [ 25 ] |
| España         | PROMUSICAE             | 4× Platino         | 160 000   | [ 26 ] |
| Italia         | FIMI                   | Oro                | 25 000    | [ 27 ] |
| México         | AMPROFON               | Diamante + Platino | 360 000   | [ 28 ] |

## Versiones
En octubre de 2017, la banda femenina peruana Son Tentación lanza una versión en salsa, interpretada por Amy Gutiérrez.